# Nokona
Nokona is een geslacht van vlinders uit de onderfamilie Sesiinae van de familie wespvlinders (Sesiidae).
De wetenschappelijke naam van het geslacht is voor het eerst geldig gepubliceerd door Shonen Matsumura in 1931. De typesoort is Paranthrene yezonica = Nokona regalis (Butler, 1878).

## Soorten
- ondergeslacht Aritasesia
  - Nokona pernix (Leech, 1889)
  - Nokona rubra Arita & Toševski, 1992
- ondergeslacht Nokona
  - Nokona acaudata Arita & Gorbunov, 2001
  - Nokona aurivena (Bryk, 1947)
  - Nokona bicincta (Walker, 1865)
  - Nokona carulifera (Hampson, 1919)
  - Nokona chinensis (Leech, 1889)
  - Nokona christineae Fischer, 2003
  - Nokona chrysoidea (Zukowsky, 1932)
  - Nokona coracodes (Turner, 1922)
  - Nokona coreana Toševski & Arita, 1993
  - Nokona davidi (Le Cerf, 1917)
  - Nokona feralis (Leech, 1889)
  - Nokona formosana Arita & Gorbunov, 2001
  - Nokona heterodesma (Diakonoff, 1968)
  - Nokona inexpectata Arita & Gorbunov, 2001
  - Nokona iridina (Bryk, 1947)
  - Nokona nigra Arita, Kimura & Owada, 2009
  - Nokona palawana Kallies & Arita, 1998
  - Nokona pilamicola (Strand, 1916)
  - Nokona pompilus (Bryk, 1947)
  - Nokona powondrae (Dalla Torre, 1925)
  - Nokona purpurea (Yano, 1965)
  - Nokona regalis (Butler, 1878)
  - Nokona semidiaphana (Zukowsky, 1929)
  - Nokona sikkima (Moore, 1879)
  - Nokona stroehlei Fischer, 2002

### niet meer inNokona
- Nokona admiranda (Edwards, 1882)
- Nokona cupressi (Edwards 1881)
- Nokona polistiformis (Harris 1854)
- Nokona scepsiformis (Edwards 1881)